# Batcave (comics)
Pour les articles homonymes, voir Batcave (homonymie).
La Batcave (en français : Grotte de la Chauve-Souris) est un lieu fictif apparaissant dans les comics books de DC Comics. C'est le repaire secret et quartier général souterrain de Batman. Il a été installé dans un réseau de grottes se trouvant sous sa résidence personnelle, le Manoir Wayne,.
Elle contient tout un attirail de haute technologie, des ordinateurs, plusieurs Batmobiles, divers gadgets et armes, ainsi que des souvenirs des aventures passées de Batman. Une importante colonie de chauves-souris vit dans les recoins du lieu.

## Historique dans la publication
À l'origine, il y avait seulement un tunnel secret souterrain qui reliait le Manoir Wayne à une vieille grange où était conservé la Batmobile. Plus tard, dans Batman no 12 (août - septembre 1942), Bill Finger mentionne un « hangar souterrain secret ». En 1943, les scénaristes du premier serial sur Batman, donnent au personnage un laboratoire souterrain entièrement équipé pour lutter contre le crime et l'introduisent dans le second chapitre intitulé « The Bat's Cave » (La Grotte de la Chauve-souris). L'entrée se fait par un passage secret caché derrière une vieille horloge avec des chauves-souris volant autour.
Bob Kane, qui était sur le plateau de tournage, a mentionné ces éléments à Bill Finger qui allait être le principal scénariste sur le daily strip de Batman. Finger a inclus avec son script[Quoi ?], un article technique comme ceux de Popular Mechanics et qui représente une coupe détaillée d'une section de hangar souterrain. Kane a utilisé cet article comme guide, y ajoutant un bureau d'étude, un laboratoire, un atelier, un hangar et un garage. Cette illustration apparait dans les « dailies » de Batman le 29 octobre 1943 dans un strip intitulé « The Bat Cave! ».
La Batcave fait ses débuts dans les comics dans Detective Comics no 83 en janvier 1944. Au cours des décennies, la caverne s'est agrandie en même temps que la popularité de son propriétaire, jusqu'à inclure une salle des trophées, un super-ordinateur et un laboratoire médico-légal. Il y a eu peu de cohérence sur le plan d'agencement de la Batcave ou sur son contenu. Son design a varié d'artiste en artiste. Et il est courant de voir le même artiste dessiné la grotte de différentes façons dans différents numéros.
Il faut toutefois attendre 1948 pour qu'elle soit décrite comme une caverne naturelle.

## Histoire fictive

### Sa découverte
Dans les premières versions de l’histoire, Bruce Wayne découvrit la grotte en tant qu’adulte. Dans « The Origin of the Batcave » (Detective Comics no 205, mars 1954), Batman explique à Robin qu’il n’avait aucune idée que la grotte existait quand il acheta la maison où ils vivent. Il a découvert la grotte par accident quand il testa le sol de la vieille grange présente à l’arrière de la propriété et que le sol céda sous ses pieds. Ce récit indique aussi qu’un pionnier du nom de Jeremy Coe utilisa la grotte comme quartier général 300 ans plus tôt. La découverte de la grotte par un Bruce Wayne adulte resta la version officielle jusqu’au Who's Who no 2 de 1985.
Dans la version moderne, la grotte a été découverte bien avant par les ancêtres de Bruce Wayne et utilisée comme entrepôt mais aussi comme moyen de faire passer des esclaves en fuite durant la Guerre Civile. Bruce découvrit alors la grotte lorsqu'il était encore un jeune garçon quand il tomba au fond d’un vieux puits, mais il ne la considéra comme base d’opérations qu’à son retour à Gotham pour devenir Batman. En plus de base, la Batcave lui sert de lieu de tranquillité, comme la Forteresse de la Solitude pour Superman.
Lors de ses débuts dans sa lutte contre le crime, Bruce Wayne utilisa la grotte comme sanctuaire et pour stocker son équipement alors minime. Avec le temps, il trouva le lieu idéal pour créer une place forte et y incorpora une grande variété d’équipements et étendit la grotte pour des besoins spécifiques.

### Accès
La grotte est accessible par plusieurs accès. Elle peut être atteinte par une porte secrète dans le Manoir Wayne lui-même, qui est presque toujours dépeinte dans le bureau principal, souvent derrière une vieille horloge comtoise qui déverrouille la porte secrète quand les aiguilles sont placées sur l’heure du meurtre des parents de Bruce Wayne, 10:47 pm. Dans la série télévisée Batman des années 1960, l’entrée de la grotte est derrière une bibliothèque qui s’ouvrait quand Bruce Wayne activait un interrupteur caché dans un buste de William Shakespeare ; lorsque celui-ci est tourné, la bibliothèque glisse sur le côté révélant les « Bat-Poles » qui permettent à Bruce Wayne et Dick Grayson de se changer en Batman et Robin en glissant vers la caverne. Une entrée, sous la chaise du bureau de Bruce Wayne dans Wayne Enterprises, est montrée dans Batman Forever. Elle est connectée à un tunnel long de plusieurs kilomètres dans lequel Bruce se déplace grâce à une capsule de transport personnelle à grande vitesse. Dans Batman Begins et The Dark Knight Rises, la grotte est accessible par une porte dérobée faisant partie d’un grand miroir et que l’on déverrouille en jouant une série de notes sur le piano proche.
Une autre entrée secrète, couverte par une cascade, un étang, un hologramme ou une porte camouflée, autorise l’accès par une petite route pour la Batmobile. Une autre entrée est le puits à sec où Bruce avait découvert la Batcave, particulièrement mis en lumière durant l’arc narratif Knightfall. À un moment, Tim Drake et Dick Grayson utilisent ce vieux puits pour accéder à la caverne qui avait été verrouillée par Jean Paul Valley durant son temps en tant que Batman, et Bruce Wayne l’a utilisé pour infiltrer la cave et affronter un Valley fou dans un combat final entre les deux hommes pour le titre du Batman. Attiré dans un tunnel étroit, Valley fut forcé de retirer la Bat-armure massive qu’il avait développé, ce qui permet à Wayne de forcer Valley à abandonner le titre.
La localisation de la grotte est connue non seulement de Batman, mais aussi de plusieurs de ses alliés. En plus de la « Bat-Famille », des membres de la Justice League et les premiers Outsiders sont conscients de l’emplacement de la grotte. En fait, quiconque connaît l’identité secrète de Batman connaît aussi la localisation de la Batcave, tout comme les personnes qui connaissent l’identité de Robin connaissent du coup celle de Batman ; cela inclus, malheureusement, des adversaires tel que Ra's al Ghul, qui rend des visites occasionnelles à la Batcave pour confronter sa Némésis de longue date, et David Cain, qui infiltra la caverne durant l’arc Bruce Wayne: Fugitive quand il a piégé Bruce Wayne et l’a fait accuser de meurtre. Durant Batman : Amère Victoire, Double-Face, le Joker, Mr Freeze et Poison Ivy découvrent la Batcave lorsqu’ils fuient à travers les égouts pour échapper aux attaques des gangsters survivants, mais ils ont perdu leur chemin et n’ont jamais été capable de retrouver la grotte après avoir été battu par Batman et Dick Grayson (alors à ses débuts « officiels » en tant que Robin). Batman fait la réflexion qu’il devrait sceller l’entrée pour empêcher qu’un tel évènement ne se reproduise. Quand le puissant Bedlam a pris le contrôle du monde et a transféré tous les adultes vers une Terre dupliquée, Robin a tenté d’évaluer la situation de la Batcave avec Superboy et Impulse, mais il semble avoir évité de leur révéler l’emplacement exact de la grotte, suggérant qu’ils y ont accédé par un passage externe ou un téléporteur.
Bien que le Manoir Wayne fut exproprié et transformé en nouvel Asile d'Arkham, à la suite des évènements de Batman Eternal, Batman continue d’utiliser la caverne après avoir scellé l’accès venant du Manoir, songeant que c’est une bonne opportunité de garder ses ennemis confinés. Après que le manoir fut rendu à Bruce par Geri Powers, Alfred garda la localisation de la Batcave secrète de Bruce qui avait perdu la mémoire et tout oublié de Batman lors de son dernier combat avec le Joker. Pendant que le manoir était rénové après le départ de tous les patients de l’Asile, Bruce et Alfred restèrent dans un appartement à Gotham même. Même après l’amnésie de Bruce de sa vie de justicier, la grotte est encore utilisée par les autres membres de la Bat-Famille ; Alfred y mena un Clark Kent sans pouvoirs pour lui expliquer ce qui était arrivé à Bruce, et Dick Grayson et les autres Robins l’utilisèrent comme base des opérations tout en s’opposant aux plans de l’impitoyable « Mère » dans Batman and Robin Eternal. Quand le nouveau vilain Mr Bloom lance une attaque massive sur Gotham, Alfred est forcé d’autoriser l’entrée de Bruce dans la Batcave. Celui-ci finira par retrouver ses souvenirs grâce à un de ses plans de contingence.

### Conception

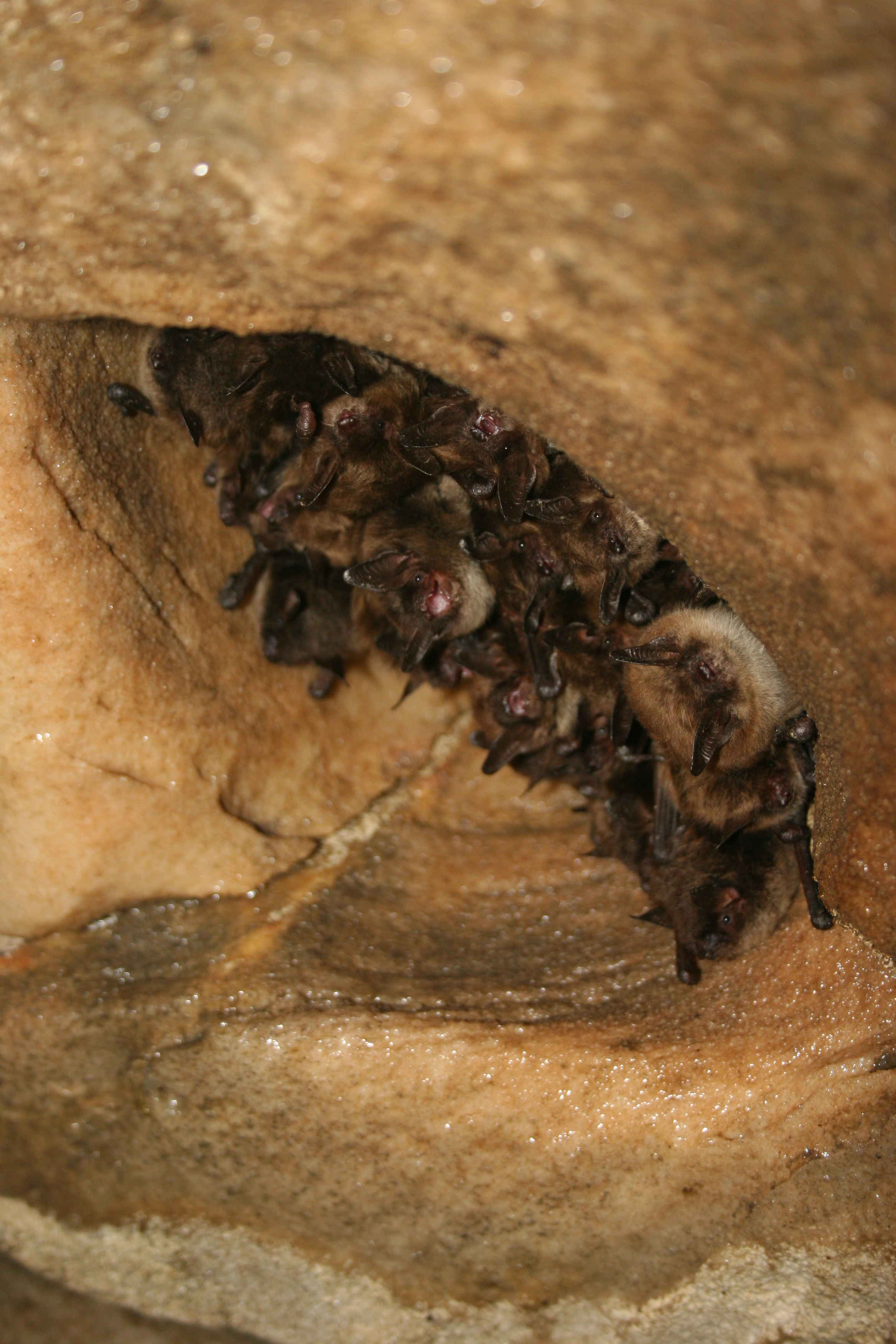
Les chauves-souris font partie intégrante de la Batcave. Ici des petites chauves-souris brunes (Myotis lucifugus), une des neuf espèces de chauves-souris que l'on peut trouver dans le New Jersey.

La Batcave sert de quartier général et de centre de commandement à Batman, d’où il surveille tous les points de crise dans Gotham City, ainsi que dans le reste du monde.
La pièce maîtresse de la grotte est un super-ordinateur dont les spécifications sont équivalentes à celles utilisées par les principaux organismes de sécurité nationale ; il permet une surveillance globale et est aussi connecté à un réseau d’information important et stocke de grandes quantités d'informations, aussi bien sur les ennemis que les alliés de Batman. Une série de connexions satellites autorisent un accès facile au réseau d’information de Batman partout dans le monde. Les systèmes sont protégés contre tout accès non autorisé, et toute tentative de piratage envoie immédiatement une alerte à Batman où Oracle. Malgré la puissance des ordinateurs de Batman, la Tour de Garde de la Justice League (en) est connue pour avoir des ordinateurs plus puissants (composés de technologie Kryptonienne, Thanagarienne et Martienne). Batman les utilise à l’occasion quand ses propres ordinateurs ne peuvent pas réaliser la tâche.
Par ailleurs, la grotte dispose d’installations ultramodernes comme un laboratoire de science forensique, différents laboratoires spécialisés, des établis de mécanique, un gymnase personnel, un parking, un quai et un hangar pour ses différents véhicules ainsi que des sorties adaptées pour chacun d’eux, des souvenirs de ses aventures passées, une vaste bibliothèque, une grande colonie de chauves-souris et un téléporteur de la Justice League. Elle dispose également d’équipements médicaux ainsi que de nombreuses zones pour l’entraînement de Batman et de ses alliés.
La grotte abrite une vaste gamme de véhicules spécialisés, le principal étant la célèbre Batmobile sous différentes formes (toutes ses incarnations, la plupart par nostalgie, mais aussi en cas d’imprévu puisqu’elles sont toutes en état de marche). Les autres véhicules à l’intérieur du complexe incluent différentes motos, des aéronefs et des embarcations comme le Bat-Wing, un avion à réaction pour une personne et une « fusée souterraine » se déplaçant sur rail (le Subway Rocket qui apparu pour la première fois dans Detective Comics no 667).
La grotte est parfois décrite comme étant alimentée par un réacteur nucléaire, mais le plus souvent par un générateur hydro-électrique rendu possible par l’existence d’une rivière souterraine.
Durant l’arc narratif Cataclysme, la grotte fut sérieusement endommagée lors d’un tremblement de terre - Bruce Wayne avait naturellement été incapable de fortifier le Manoir Wayne contre un tel événement malgré ses précautions. La Bat-family transféra la plupart des trophées et des équipements de la grotte sur un autre site de stockage pour cacher l’identité de Batman. Durant sa reconstruction, le nouveau Manoir Wayne se voit incorporé des mesures de sécurité supplémentaires contre de futurs tremblements et même contre une catastrophe nucléaire potentielle, équipant la grotte d’un abri anti-bombe ou d’une panic room renforcée. Le tremblement de terre ayant touché la ville a redessiné le système de cavernes de la Batcave, avec maintenant huit nouveaux niveaux composant le refuge secret de Batman et comportant des laboratoires high-tech, une bibliothèque, des zones d’entraînement, de stockage et des accès pour véhicules. Cela inclus également une « île », une plateforme informatique (construite sur l’emplacement de l’ancienne plaque tournante qui portait la Batmobile), composée de sept unités centrales Cray T932 et d’un projecteur d’hologramme ultra-moderne. Des blindages en Kevlar sont prêts à protéger le système informatique de la grotte en cas d’activité sismique. Avec les différentes installations de la caverne répandues parmi les stalactites et stalagmites en calcaire, Batman a construit de multiples accès rétractables, passerelles, escaliers et ascenseurs, pour accéder aux installations.
Il y a une chambre forte contenant uniquement l’anneau de kryptonite de Lex Luthor. Cependant, il fut révélé plus tard que Batman a construit une autre chambre forte à l’intérieur de la grotte pour différents types de kryptonite.
Le dernier Puits de Lazare au monde aurait été construit dans la grotte, bien que ce fait ait été contredit par des évènements dans les pages de Batgirl et de la mini-série Black Adam. 

### Sécurité
La Batcave est équipée du système de sécurité le plus sophistiqué au monde dans le but d’empêcher toute infiltration. Les mesures de sécurité comprennent des capteurs de mouvements, des alarmes silencieuses, des portes mécaniques en acier et plomb qui peuvent bloquer une personne à l’intérieur ou à l’extérieur, et un mode de sécurité qui est spécialement conçu pour arrêter si ce n’est éliminer tous les membres de la Justice League dans l’éventualité que l’un d’eux se soit dévoyé.
Après la « mort » de Bruce Wayne durant Final Crisis, Double-Face réussit à infiltrer la caverne grâce à l’aide d’une personne psi qui analyse et « sent » un batarang pour savoir où il a été forgé, ensuite Harvey Dent engage l’aide de Warp pour le téléporter à l’intérieur, quelque chose que Double-Face n’avait jamais été capable de faire auparavant car Batman utilisait différents sortilèges et équipements pour protéger la grotte, ce que ses alliés ignoraient ou avaient désactivé car ils n’utilisaient plus la grotte à la suite de la mort de Bruce. Malgré le succès de Double-Face, Dick Grayson, agissant en tant que nouveau Batman, est capable de convaincre Dent qu’il est le même homme et qu’il a juste adopté de nouvelles méthodes, préservant ainsi les secrets de Batman comme Dent est assommé avant qu’il puisse découvrir l’emplacement de la grotte.

### Salle des trophées
La grotte abrite des objets uniques collectés lors des différentes affaires sur lesquelles Batman a travaillé au fil des années. À l'origine, ils étaient entreposés dans une pièce spécialement aménagée. Plus tard, les trophées furent exposés dans la zone principale de la grotte, au milieu du mobilier de la Batcave.

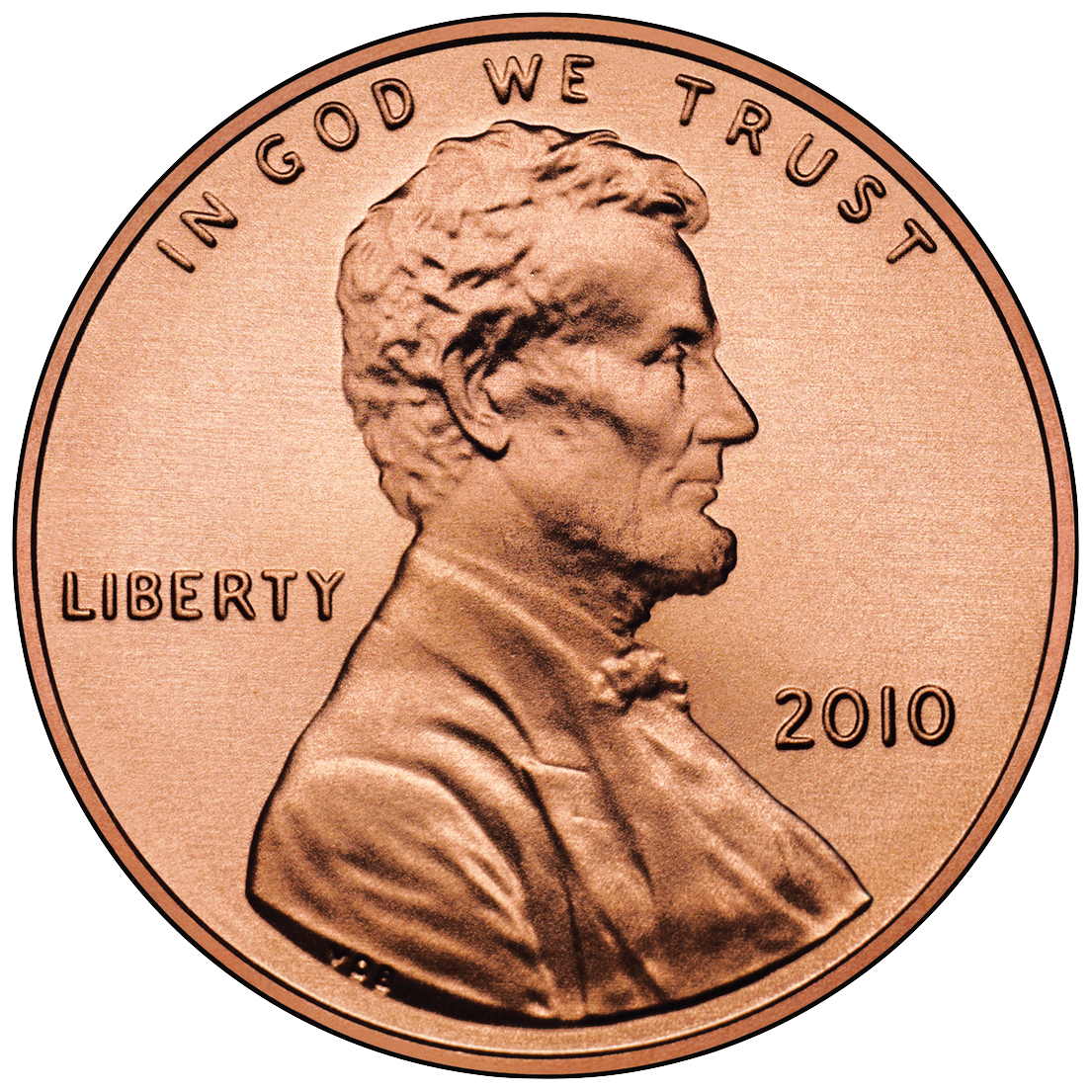
Un penny Lincoln.

Les trophées les plus imposants et couramment vus dans les comics sont : un Tyrannosaurus Rex animatronique à taille réelle, une réplique géante d'un penny Lincoln et une carte à jouet géante portant un Joker. Le T. Rex apparait pour la première fois dans « Dinosaur Island » (Batman no 35, 1946) ; le penny fut récupéré lors d'une rencontre de Batman avec le vilain obsédé par les pennies du nom de Penny Plunderer (World's Finest Comics no 30, 1947). Les autres « souvenirs » dans la caverne viennent de « The Thousand and One Trophies of Batman! » (Detective Comics no 158, 1950).
Les origines modernes de ces objets peuvent être retrouvées dans les histoires de Batman Chronicles numéro no 8 (« Secrets of the Batcave: Dinosaur Island ») et le numéro no 19 (« The Penny Plunderers »).
D’autres objets sont souvent présents dans la Batcave, tous liés de près ou de loin aux ennemis récurrents de Batman : la pièce originale de Double-Face, l’épée de Deathstroke, le pistolet cryogénique de Mr. Freeze... 
Une vitrine exposant l'ancien costume de Jason Todd peut être aperçue après sa mort, lui rendant hommage avec l’épitaphe « Un bon soldat ». Elle restera présente même après la résurrection de Jason.

### Les autres Batcaves
Les Outsiders étaient basés, pour un temps, dans une Batcave à Los Angeles. Quand Jean Paul Valley prit le rôle de Batman, Tim Drake établit son propre abri sécurisé en utilisant une grange abandonné près du Manoir Wayne et sa propre maison. Après l’attaque de Bane durant l’arc narratif Knightfall, Bruce Wayne jura qu’il ne serait plus jamais pris par surprise pour défendre Gotham City. Quand Dick Grayson assuma le rôle de Batman durant l’arc « Le Fils Prodige », Bruce a créé des Batcaves satellites (bien que la plupart n’étaient pas des grottes comme dans le sens littéral de la première) à travers toute la ville, dans des zones qui soit lui appartenait soit des lieux abandonnés ou inconnus de la cité, dans l’éventualité qu’il est besoin d’un lieu où se cacher et s’équiper à nouveau. Celles-ci s’avérèrent cruciales lors de l’arc du No Man's Land. Une telle Batcave fut donnée à Batgirl, sous une maison appartenant à Bruce Wayne, durant une période où son identité était compromise après qu’elle ait sauvé un homme d’agents du gouvernement corrompus, signifiant qu’elle ne pouvait plus marcher à l’extérieur sans un masque. Ces autres Batcaves secondaires introduites durant No Man's Land furent : 
- Batcave Centrale : Localisée à 15 m sous Robinson Park Reservoir, elle est accessible grâce à une entrée au pied de l’une des douze statues de César au nord du parc. Cet abri fut mis hors service par Poison Ivy et Gueule d’Argile[12].
- Batcave du Sud : Une chaufferie d’un chantier naval abandonné sur les docks en face de l’île Paris. Cet abri est accessible à travers un certain nombre de fausses bouches d’égouts réparties à travers les rues du Vieux Gotham[12].
- Batcave Central-Sud : Localisée dans une station de métro du Vieux Gotham, sur un tronçon de voie scellé sur quatre pâtés de maisons en 1896 et oublié depuis lors[12].
- Batcave du Nord-Ouest : Cet abri se trouve dans le sous-sol de l’Asile d’Arkham. Batman y stocke en secret des rations d’urgence, des véhicules tout terrain et du matériel de communication alimenté par batterie[12].
- Batcave de l’Est : Une ancienne raffinerie de pétrole appartenant à Wayne Enterprises. Elle fut abandonnée lors d’une crise pétrolière il y a plusieurs décennies[12].

« De par son histoire, la grotte... est Batman. Elle incarne... qui il était. Ce qu'il était. Ça, c'était lui. » Batman n°687, 2009
Une autre fut introduite en 2002, dans l’arc Fugitive, cette fois sous la forme d’un sous-marin abandonné que Batman utilise comme résidence à plein temps. En effet, il a choisi d’abandonner sa vie de Bruce Wayne quand il fut accusé du meurtre de Vesper Fairchild.

#### Bat Bunker
Sous le bâtiment de la Wayne Foundation se trouve un bunker secret. À partir de Batman no 687, Dick Grayson l’utilise comme sa propre « Batcave », déclarant qu’il souhaite incarner le rôle de Batman à sa façon en plus d’être plus proche de l’action en ville. Pour lui, la grotte, la Batcave originale, incarne le Batman de Bruce Wayne. Le bunker est aussi bien équipé que la Batcave, incluant la fusée sur rail (Subway Rocket) stationnée sous le bunker. 

## Publications
- 1954 : Detective Comics no 205 : The Origin of the Batcave!, DC Comics
- 2007 : Batman: Secrets of the Batcave, DC Comics  (ISBN 978-1401213701)

## Dans les autres médias

### Films

#### Serials
La première Batcave devint une partie du mythe de Batman dans le serial en 15 chapitres Batman de 1943, avec Lewis Wilson dans le rôle de Batman. Dans cette version, comme plus tard dans les comics, c’était une petite grotte avec un bureau et un mur en pierre éclairés par des chandelles. Derrière le bureau, le symbole d’une grande chauve-souris noir est visible. La grotte est reliée à un laboratoire scientifique. Les chauves-souris étaient décrites comme volant autour dans la grotte, bien que seules leurs ombres étaient visibles. Batman utilise ces chauves-souris comme technique d’intimidation pour pousser l’ennemi capturé à révéler des informations. Pour empêcher l’ennemi de fuir, une porte en fer bloque la sortie.
La Batcave est aussi présente et bien plus détaillée dans le serial de 1949 Batman and Robin, avec Robert Lowery dans le rôle du justicier. Dans ce serial, il y a des classeurs et le laboratoire scientifique est construit à l’intérieur de la grotte. La caverne contient aussi la première représentation d’un batphone.
Dans les deux serials, on accède à la grotte par un passage secret caché par une horloge comtoise.

#### Films Burton/Schumacher
La grotte est présente dans le film Batman de Tim Burton de 1989. Elle abrite la Batmobile qui est garée sur une plateforme pivotante au bord d’un grand gouffre rempli de tuyaux. La Batmobile pénètre dans la caverne par une porte à même une falaise. Un levier permet d’y allumer les lumières. Il y a aussi des chauves-souris volant dans la grotte. Le Batordinateur se trouve sur une plateforme métallique. On trouve également un établi de travail, des machines indéterminées et un grand coffre pour le costume de Batman. 
La grotte est à nouveau vue dans Batman : Le Défi (1992), et Bruce y accède grâce à un toboggan tube qui part du Manoir Wayne. L’entrée est cachée par une vierge de fer et elle s’ouvre en activant un petit bouton caché dans une réplique miniature du Manoir Wayne au fond d’un aquarium. Alfred confirme aussi, lors d’une simple remarque, qu’il existe un escalier menant à la grotte (« Je crois que je prendrai l’escalier »). La caverne est énorme et bien éclairée, et présente un laboratoire scientifique, un ordinateur, des machines indéterminées, un placard pour les costumes, la Batmobile et des outils de réparation.
Dans le film Batman Forever (1995) par Joel Schumacher, l’accès à la Batcave se fait par le placard de l’argenterie du Manoir, la seule pièce à être fermée à clé. Des étagères tournantes dévoilent un escalier descendant à la Batcave. Celle-ci apparaît comme un quartier militaire dernier cri. On y retrouve le Bat-ordinateur représenté en forme de chauve-souris, une voûte dans laquelle il range ses costumes de Batman, un laboratoire de haute technologie ainsi qu'un plateforme pivotante pour la Batmobile. On apercevra plus tard qu'il y a un accès à la Batcave depuis le dessous du siège de Bruce Wayne sous son bureau à Wayne Enterprises.
Quand l'Homme-mystère entre dans la Batcave pour la détruire, il utilise des bombes en forme de chauve-souris. La quasi-totalité de la Batcave a été réduite en poussière, à part la salle du Batwing et du Batboat.
Dans une des scènes coupées du film, Bruce et Alfred se rendent dans la Batcave entièrement détruite par l'Homme-mystère. Alfred montre un passage à Bruce et ce dernier y découvre le trou dans lequel il est tombé la première fois dans la grotte. La lune éclaire le livre rouge de son père qu'il avait aussi lorsqu'il était tombé. Il relit le livre et se dit que c'est de sa faute, quand soudain une chauve-souris géante apparaît devant lui. Et les deux se regardent, cette dernière lui rappelant son engagement d'être justicier de la nuit. Après qu'il est ressorti, Alfred l'appelle « Maître Bruce », mais il répond à Alfred « Non... Batman ! ».
Dans Batman and Robin (1997), la version de la grotte présente une multitude de lumières clignotantes, principalement des néons. Dans l’ensemble, cette Batcave est similaire à celle dans Batman Forever, elle a seulement une décoration plus criarde. Une capsule contenant la moto Redbird de Robin est présente et un long tunnel éclairé par des néons mène à l’extérieur de la grotte. La plaque tournante portant la batmobile est de retour mais avec une apparence plus élaborée. Une zone est utilisée pour stocker le costume de Batman et une autre pour ranger celui de Robin.

#### TrilogieThe Dark Knight
Dans Batman Begins (2005), la grotte est encore vide et les seuls objets sont une petite table de travail et un espace de stockage pour le Batcostume et ses accessoires, une zone médicale et la Batmobile. L’entrée et la sortie pour la Batmobile sont un trou dans une falaise, caché par une chute d’eau. Alfred révèle à Bruce que durant la Guerre Civile, les Wayne ont utilisé le vaste système de cavernes comme une partie du chemin de fer clandestin : après avoir accédé à la grotte par une descente en rappel par un vieux puits (le même que dans celui que Bruce enfant était tombé), ils découvrent un vieil ascenseur datant de la Guerre Civile et dont le mécanisme fonctionne encore et mène à une entrée cachée dans le Manoir. On accède à cet ascenseur en tapant trois notes sur un piano. À la fin du film, quand Bruce parle à Alfred de reconstruire la partie incendiée du Manoir Wayne, Alfred suggère qu’ils "améliorent les fondations", ce qui sous-entend améliorer et équiper la grotte tout en reconstruisant le manoir.
Christopher Nolan a basé une grande partie de la production en Angleterre, plus particulièrement aux Studios de Shepperton. Le décor d'une Batcave y a été construit et mesurait 76 m de long, 37 m de large et 12 m de haut. Nathan Crowley, le chef décorateur, y installa douze pompes pour créer une chute d'eau de 55 000 litres, et construisit les parois en utilisant des moules issus de vraies cavernes.
Alors que le Manoir Wayne est encore en cours de reconstruction dans The Dark Knight (2008), la base des opérations de Batman a été déplacée dans un grand bunker sous un chantier naval. L’accès se fait par un conteneur qui abrite un ascenseur hydraulique secret. Le "Bat-bunker" contient aussi une cage en treillis métallique pour le Batcostume, avec les armes et outils associés, la boîte à outils et des pièces détachées pour la Batmobile. Contrairement à la Batcave, la grande pièce de forme rectangulaire est brillamment éclairée par des rangées de lumières fluorescentes. Les zones de stockage pour l’équipement sont localisées dans le sol et à l’intérieur des murs donnant à la pièce une apparence très vide avec comme exception l’important système informatique et les nombreux écrans tapissant tout un fond de la pièce. En outre, la pièce est équipée de fourneaux qu’Alfred utilise pour brûler des documents après que Bruce ait décidé de tout stopper. 
La Batcave réapparaît dans The Dark Knight Rises (2012) pleinement fonctionnelle. Pour y accéder, le même système que dans Batman Begins est utilisé, taper trois notes sur le piano révèle maintenant un ascenseur moderne qui amène le passager directement à la grotte. Le nouvel ajout à la grotte est le "Bat", un aéronef blindé construit par la Division des Sciences Appliquées de Wayne Enterprises et un Batordinateur, ainsi que de nombreuses aires d'atterrissage. Des fonctionnalités supplémentaires ont été incluses pour que les ponts utilisés pour accéder aux différentes sections puissent être immergés, ainsi que les plates-formes comme mesures de sécurité dans le cas où une personne non autorisée pénètre dans la grotte. Une fois tout submergé, le seul objet visible est le terminal du Batordinateur auquel on ne peut accéder que grâce aux empreintes de Bruce ou d’Alfred et d’un code d’accès. La grotte de The Dark Knight apparaît également. Elle contient des armes, du matériel et un Batcostume de rechange. Après que Bruce Wayne ai été déclaré légalement mort, son testament est modifié pour que John Blake hérite des coordonnées GPS qui le mène à la Batcave.

#### DC Extended Universe

##### Batman v Superman: L'Aube de la justice(2016)
Dans cette version, la Batcave n’est pas située directement sous le Manoir Wayne, mais se trouve dans les bois aux alentours du manoir. Bruce découvre la grotte quand il tombe dans un trou après avoir fui aux funérailles de ses parents. Après que le Manoir Wayne ai été détruit par un incendie (la cause reste indéterminée), Bruce et Alfred se sont installés dans une maison de verre construite au-dessus de la Batcave, au bord d’un lac. C’est par le lac, en suivant une route à fleur d’eau que la Batmobile ou le Batplane peuvent y accéder. L’ascenseur menant à la maison est dans une pièce contenant l’ancien costume de Robin, apparemment un mémorial, tandis que le niveau au-dessus contient le Batordinateur et un atelier où Bruce et Alfred peuvent travailler sur les diverses armes de Batman.
Lors de la campagne marketing du film, Google Street View permettait de visiter la Batcave en 3D. 

#### Lego Batman, le film
La Batcave est présente dans The Lego Batman Movie. Cette version est bien plus grande et contient de nombreuses versions de la Batmobile, de véhicules sur le thème du Bat et de Batcostumes. 
Elle est contrôlée par le Batordinateur ayant une intelligence artificielle et ressemblant à un HAL-9000, surnommé Ordi’, et qui demande à chaque fois à Batman le mot de passe quand celui-ci rentre par la route secrète : « Iron Man est naze ! ». 

### Télévision

#### Batman(1966)

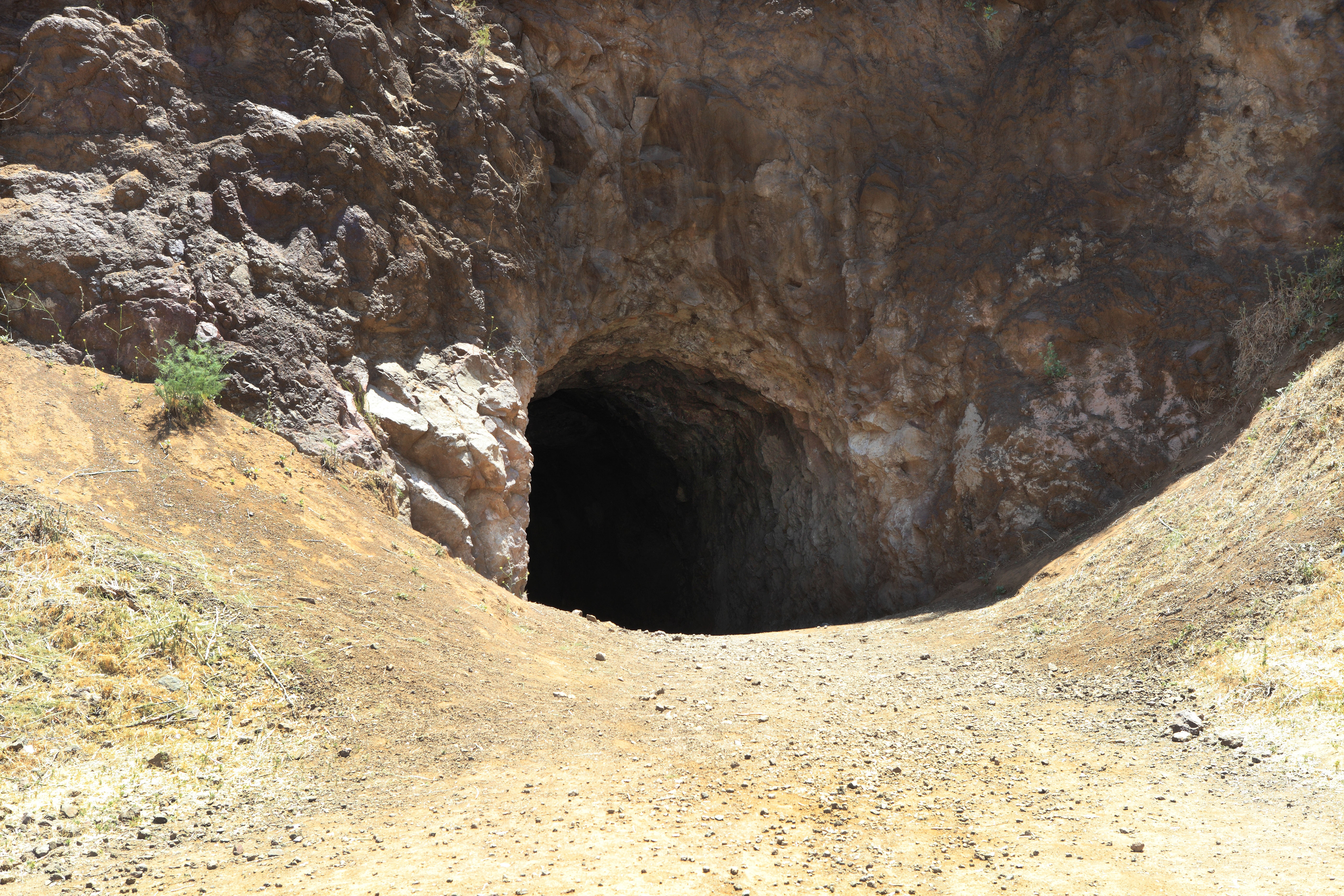
Sortie de la Batcave. Grotte de Bronson Canyon ayant servi de lieu de tournage pour la série Batman.

La série télévisée des années 1960, Batman offre une place importante à la Batcave et la représente comme une grande caverne bien éclairée contenant un générateur atomique, un laboratoire de chimie, des ordinateurs à cartes perforées et d’autres équipements pour combattre le crime, ayant presque toujours leur fonction bien mise en évidence (nom et usage écrits en toutes lettres sur la machine). Dans cette version, elle sert essentiellement de laboratoire et de garage pour la Batmobile. L’aspect le plus célèbre de cette Batcave est son accès à partir du Manoir Wayne via deux Bat-Perches (une marquée BRUCE et l’autre DICK) qui sont cachées derrière une bibliothèque qui s’ouvre quand on tourne un bouton caché dans un buste de Shakespeare. Quand Bruce et Dick glissent le long des perches, ils sont équipés instantanément de leurs costumes avant d’atteindre le bas. On ignore comment ils mettent leurs costumes aussi rapidement. Les Bat-Perches peuvent aussi être utilisées pour remonter Bruce et Dick de la Batcave vers le Manoir en utilisant la base des perches comme « ascenseur à vapeur comprimée ». La Batcave est également accessible via un ascenseur de service qui est utilisé par Alfred.
Le décor de la Batcave a été construit pour l'épisode pilote sur le Studio 16 de la propriété 20th Century. En novembre 1965, après la fin de tournage du pilote, tout est transféré aux studios Desilu-Culver, où sera tourné la série. La Batcave mesurait 15 m de haut et tous les éléments la composant étaient en état de marche.
La véritable grotte d’où émerge la Batmobile (et parfois y entre) se situe sur un site de tournage connu comme le Bronson Canyon, dans le Griffith Park, sous le panneau Hollywood. C'est en fait un tunnel que l'équipe artistique étroitise et cache partiellement sous un feuillage. La scène est filmée de côté pour éviter de voir l'autre bout du tunnel.

#### Séries d'animations

##### La Ligue des justiciers(2001-2006)
En 2004, dans la série animée Justice League, les membres de la Ligue se réfugient dans la Batcave durant l’invasion Thanagarienne. Plus tard, ils affrontent Hawkgirl dans la grotte et utilisent le Batordinateur pour suivre ses mouvements. Quand la Batcave est assiégée par les Thanagariens, l’un d’eux tente d’utiliser le pistolet cryogénique de Mr. Freeze sur Superman ; Superman repousse l’attaque avec son souffle et gèle le soldat. Flash fait aussi tomber le penny géant sur certains des attaquants (« Pile ! Je gagne ! »). Dans une scène humoristique, il pointe le T-Rex et déclare « C’est un dinosaure géant ! », au point qu’Alfred déclare « Et je pensais que Batman était le détective ». Il est supposé que la Ligue a utilisé la grotte comme quartier général jusqu’à ce que la nouvelle Tour de Garde (Watchtower) soit construite.

##### The Batman(2004-2008)
The Batman, la série animée qui débuta en 2004, présente une Batcave beaucoup plus high-tech, avec un grand ordinateur et des lumières bleues clignotantes. Parmi ces écrans se trouve le "Bat-Wave", un signal d’alerte, une autre façon d’appeler le Croisé à la Cape avant que le Bat-Signal n’entre en service. Comme un clin d’œil à la vieille série d’Adam West, la grotte possède des 'Bat-poles' qui permettent à Batman et Robin de passer d’un niveau à un autre plus rapidement. Un système d’ascenseur est également présent. Une salle des trophées apparaît dans la série. Elle présente des souvenirs des différents épisodes tel que le sablier géant du Sphinx et la carte à jouet géante du Joker. La série montre que c’est Alfred Pennyworth qui a commencé à créer ce musée, espérant que cela serait un jour utile si Gotham City venait à accepter Batman, un peu comme le Musée de Flash. 
La grotte est aussi le lieu du final de la saison 3, « Intelligence criminelle », durant lequel le robot maléfique D.A.V.E. tente de tuer Alfred en utilisant plusieurs des trophées rassemblés par Batman, mettant le Chevalier Noir dans une position où il doit choisir entre révéler son identité secrète à toute la ville ou laisser Alfred être tué par le piège. Cependant, même la Batcave peut être endommagée. Dans un épisode, un raton-laveur qui avait réussi à y pénétrer, causa un court-circuit et une coupure d’électricité conséquente dans la grotte. Dans le film The Batman vs. Dracula, il est dit que la caverne fait partie d’une série de catacombes sous Gotham City, catacombes que Batman utilise pour attirer Dracula vers la grotte et par la suite le tuer avec un nouveau générateur solaire. Lors de l’épisode « Le Joker Express », il est révélé que la Batcave est aussi connectée à d’anciennes mines présentes sous la ville et qui datent de quand Gotham était une ville minière exploitant du charbon à la fin du XIXe siècle. 
Dans l’épisode de la saison 4 « À la découverte de la Batcave », des archéologues du futur redécouvrent la Batcave. Le soutènement est composé de piliers en titane avec un code binaire gravé dessus. Le système informatique ne pouvant durer aussi longtemps, ce code était une « sauvegarde ». Lors de leurs recherches, les archéologues supposent que Thomas Wayne était Batman et que Bruce Wayne était Robin. Dans une autre partie de l’épisode, qui se déroule en 2027, Barbara Gordon (Oracle) est vue devant le Batordinateur de la Batcave. Sa chaise roulante est également découverte dans la grotte par les archéologues qui déduisent, à tort, qu’elle appartenait à Alfred.
Contrairement aux nombreuses incarnations précédentes de la Batcave qui montraient une seule entrée/sortie, la Batmobile et les autres véhicules sortent de la caverne à travers une variété d’impasses cachées et de sites de construction éparpillés autour de Gotham City. Batman a également installé une série de Batcaves secondaires à travers Gotham dans la série. La Batcave du Central-Sud apparut dans l’épisode « Le Fléau ». Dans « Les Répliquants 1 », il est révélé que Lucius Fox a aidé le Batman à construire la Batcave et tous les autres refuges secrets du Chevalier Noir à travers tout Gotham. Une autre Batcave secondaire apparaît dans l’épisode « Quand Batman rencontre Superman 1 », sous Wayne Industries. Elle sert de nouveau laboratoire de recherches technologiques. Dans l’épisode « La Fin de Batman », l’équipe des Batman et Robin maléfiques, Wrath (en) et son partenaire Scorn, pénètrent dans la Batcave et tentent de tuer Batman et Robin, causant des dommages importants. Lors de la fin de la saison qui impliqua tous les membres de la Justice League, la grotte était pleinement réparée.

##### Batman: L'Alliance des héros(2008-2011)
Dans Batman : L'Alliance des héros, la Batcave fait sa première apparition dans l’épisode « Le Côté obscur de Batman ! » quand Owlman attaque Batman à l’intérieur de celle-ci. Dans l’épisode suivant, « Fin de la partie pour Owlman ! », Batman y amène le Joker, avec qui il fait temporairement équipe (Le Joker s’asperge accidentellement d’un gaz soporifique avant et après qu’ils soient dans la Batcave, ainsi il lui est impossible de savoir où se trouve la grotte). Un grand nombre de trophées y est également exposé. L’entrée de cette Batcave peut être vue brièvement dans l’épisode « Robin voit rouge ! ». Elle semble très similaire à celle de la série télé Batman des années 1960. Dans « Starro contre-attaque 1 ! », Faceless Hunter (en) attaque Batman dans la Batcave. Dans l’épisode « La Ligue infernale ! », une seconde Batcave (très similaire au "Bat-Bunker" dans The Dark Knight) est localisée à l’intérieur du Lincoln Memorial.
Dans « Le Super-héros du futur ! », Booster Gold mentionne que la Batcave sera transformée en attraction historique avec ses propres montagnes russes au XXVe siècle.
Dans « La Dernière Chauve-souris sur Terre ! », Batman se rend à la Batcave pour utiliser la technologie de son époque pour battre Gorilla Grodd et son armée de singes intelligents à l’époque de Kamandi. Un groupe de "Man-Bats" humanoïdes ont fait de la grotte leur tanière après le Grand Désastre et en sont chassés par Batman et Kamandi.

##### Prenez garde à Batman!(2013-2014)
Dans cette version, l’entrée de la Batcave est cachée derrière une grande cheminée dans la salle des trophées des Wayne. Batman y amène des invités inconscients, tels que Man-Bat et Manhunter, pour les interroger. Lors de la fin de saison, Deathstroke infiltre la Batcave, prend Alfred en otage, et place des explosifs dans le but de détruire la Batcave et tous ceux qui s’y trouvent.

### Jeux vidéo
Dans le jeu vidéo Mortal Kombat vs. DC Universe de 2008, la Batcave est l’une des arènes de combat.

#### Injustice
Dans le jeu Injustice : Les dieux sont parmi nous, la Batcave est l’un des niveaux du jeu où les combattants peuvent utiliser les différents véhicules et armes de Batman pour provoquer des dommages à leur adversaire. Green Arrow fait face à la maléfique Wonder Woman et à Black Adam dans la Batcave quand il tente d’acquérir une arme en kryptonite pour battre le Superman corrompu de la réalité alternative. Le « vrai » Batman doit faire face à son double lors d’un combat dans la Batcave pour le convaincre de suivre le plan d’invoquer le Superman de leur monde pour battre le Superman malfaisant.
Une nouvelle version de la Batcave apparaît comme niveau dans Injustice 2. Cette version était à l’origine le Métro souterrain de Gotham construit par l’arrière-grand-père de Bruce. C’est aussi où Bruce garde son centre de surveillance et de communications, Brother Eye. Actuellement, on ignore si Batman a récupéré le Batcave originale et le Manoir Wayne après la chute de Superman et du Régime.

#### Lego Batman
La Batcave est aussi présente dans le jeu vidéo de 2012, Lego Batman 2: DC Superheroes et présente trois zones de parking pour les véhicules terrestres, maritimes et aériens, ainsi que leur sortie respective de la caverne. On aperçoit également d’autres éléments comme le Batordinateur, une chute d’eau, un Lincoln Penny et un T-Rex animatronique.

#### Batman: Arkham
Dans le jeu de 2009, Batman: Arkham Asylum, Batman peut accéder à une Batcave auxiliaire secrète cachée dans le système de cavernes sous l’Île d’Arkham, après que le Joker ait pris le contrôle de l’asile. Cette Batcave est petite et vraiment spartiate (en comparaison de la principale). Elle contient deux petites plateformes, un Batordinateur et l’un des Batwing. Vers la fin du jeu, la grotte est partiellement détruite par Poison Ivy.
Bien qu’elle ne soit pas présente dans l’histoire principale, la Batcave est disponible comme carte de défi téléchargeable dans la suite de 2011, Batman: Arkham City. Durant l’histoire principale, Batman peut accéder à la base de données du Batordinateur via son batcostume et peut transférer des données vers Alfred qui peut alors les analyser à la Batcave.

### Jouets
En 2016, la marque LEGO sort deux boîtes de construction sur le thème de la Batcave : « le Cambriolage de la Batcave », liée à la sortie du film The Lego Batman Movie et composée de plus de 1 000 pièces, ainsi que « La Batcave - Série TV classique Batman » qui propose la grotte de la série de 1966 avec plus de 2 500 pièces.